# Bumbești-Jiu
Bumbești-Jiu est une ville roumaine située dans le județ de Gorj.